# 거시건전성 규제
거시건전성 규제(영어: Macroprudential regulation)는 금융 시스템 전체(또는 "시스템 리스크")에 대한 위험을 완화하는 것을 목표로 하는 금융 규제 접근 방식이다. 세계 금융 위기 (2007년~2008년) 이후 정책 입안자들과 경제 연구자들 사이에서 규제 프레임워크를 거시건전성 관점으로 재정립해야 할 필요성에 대한 공감대가 커지고 있다.

## 역사
클레멘트(2010)가 기록한 바에 따르면, "거시건전성"이라는 용어는 1970년대 후반 쿡 위원회(바젤 은행 감독 위원회의 전신)와 잉글랜드 은행의 미공개 문서에서 처음 사용되었다. 그러나 2000년대 초반에 이르러서야—산업국, 그리고 대부분 신흥 시장 국가에서 반복되는 금융위기가 20년간 지속된 후—규제 및 감독 프레임워크에 대한 거시건전성 접근 방식이 특히 국제결제은행 당국에 의해 점차 장려되었다. 세계 금융 위기 (2007년~2008년) 이후 그 중요성에 대한 더 넓은 합의가 이루어졌다.

## 목표 및 정당성
거시건전성 규제의 주요 목표는 금융 불안정의 위험과 거시경제적 비용을 줄이는 것이다. 이는 거시경제 정책과 금융 기관에 대한 전통적인 미시건전성 규제 사이의 격차를 메우는 데 필요한 요소로 인식된다.

### 거시건전성 규제와 미시건전성 규제
|                               | 거시건전성                                      | 미시건전성                                      |
| 근접 목표                     | 금융 시스템 전체의 혼란 제한                    | 개별 기관의 혼란 제한                           |
| 궁극적 목표                   | 생산(GDP) 비용 회피                             | 소비자(투자자/예금자) 보호                      |
| 위험 특성화                   | 집단 행동에 따라 달라지는 것으로 간주("내생적") | 개별 주체의 행동과 무관한 것으로 간주("외생적") |
| 기관 간 상관관계 및 공통 노출 | 중요함                                          | 무관함                                          |
| 건전성 통제의 조정            | 시스템 전체 위험 측면에서; 하향식               | 개별 기관의 위험 측면에서; 상향식               |
| 출처: Borio (2003)            |                                                 |                                                 |

### 이론적 근거
이론적으로는 건전성 규제 개혁이 세 가지 다른 패러다임을 통합해야 한다고 주장되어 왔다. 즉, 대리인 패러다임, 외부성 패러다임, 그리고 기분 변화 패러다임이다. 거시건전성 규제의 역할은 이들 중 후자 두 가지에 의해 특히 강조된다.
대리인 패러다임은 본인-대리인 문제의 중요성을 강조한다. 본인-대리인 위험은 기관의 소유와 통제가 분리될 때 발생하며, 이는 통제권을 가진 대리인이 본인(소유주)의 최선 이익에 부합하지 않는 행동을 하게 만들 수 있다. 주요 주장은 최후의 대부자이자 예금보험 제공자로서 정부가 은행의 위험 감수 유인을 변경한다는 것이다. 이는 도덕적 해이로 알려진 본인-대리인 문제의 한 가지 표현이다. 더 구체적으로 말해, 예금보험과 불충분하게 규제된 은행 포트폴리오의 공존은 금융 기관이 과도한 위험을 감수하도록 유도한다. 그러나 이 패러다임은 위험이 개별적인 불법 행위에서 발생한다고 가정하므로, 거시건전성 접근 방식을 특징짓는 시스템 전체에 대한 강조와는 모순된다.
외부성 패러다임에서 핵심 개념은 금전적 외부성이라고 불린다. 이는 한 경제 주체의 행동이 가격에 영향을 미쳐 다른 주체의 복지에 영향을 미칠 때 발생하는 외부성으로 정의된다. 그린왈드와 스티글리츠(1986)가 주장했듯이, 경제에 왜곡이 있을 때(불완전 시장 또는 불완전 정보 등), 정책 개입은 파레토 최적의 의미에서 모두를 더 나은 상태로 만들 수 있다. 실제로 여러 저자들은 주체가 차입 제약 또는 다른 종류의 금융 마찰에 직면할 때 금전적 외부성이 발생하고 과도한 차입, 과도한 위험 감수, 과도한 단기 부채 수준과 같은 다양한 왜곡이 나타난다고 보여주었다. 이러한 환경에서 거시건전성 개입은 사회적 효율성을 향상시킬 수 있다. 국제 통화 기금의 정책 연구는 금융 기관 간 및 이들로부터 실물 경제로의 위험 외부성이 거시건전성 규제를 정당화하는 시장 실패라고 주장한다.
야성적 충동 패러다임에서, 야성적 충동은 금융 기관 관리자의 행동에 결정적인 영향을 미쳐, 좋은 시절에는 과도한 낙관주의를, 하락세에는 갑작스러운 위험 회피를 야기한다. 결과적으로 금융 시장의 가격 신호는 비효율적일 수 있으며, 시스템적인 문제 발생 가능성을 높인다. 따라서 불확실성을 완화하고 금융 혁신 위험에 주의를 기울이는 미래 지향적인 거시건전성 감독자의 역할이 정당화된다.

## 시스템 리스크 지표
시스템 리스크를 측정하기 위해 거시건전성 규제는 여러 지표에 의존한다. 보리오(2003)에서 언급된 바와 같이, 중요한 구분은 개별 기관의 위험 기여도 측정(단면적 차원)과 시간 경과에 따른 시스템 리스크의 진화(즉, 경기 순환성) 측정(시간 차원) 간의 구분이다.
위험의 단면적 차원은 재무상태표 정보(총 자산과 그 구성, 부채 (경제) 및 자본 구조)뿐만 아니라 기관의 거래 증권 및 매각 가능 증권의 가치를 추적하여 모니터링할 수 있다. 또한, 중개 기관 간의 상호 연결성을 평가하기 위한 정교한 금융 도구 및 모델(예: CoVaR) 및 시스템 위험에 대한 각 기관의 기여도("Marginal Expected Shortfall"로 Acharya et al., 2011에서 식별됨)를 평가하기 위해 개발되었다.
위험의 시간 차원을 다루기 위해 일반적으로 다양한 변수가 사용된다. 예를 들어, 신용 대 GDP 비율, 실질 자산 가격, 은행 부문의 비핵심 부채 대 핵심 부채 비율, 통화량 등이다. 이러한 금융 데이터와 기타 데이터를 포함하는 일부 조기 경고 지표가 개발되었다(예: Borio and Drehmann, 2009 참조). 또한, 모의 역경 결과 발생 시 취약점을 식별하기 위해 거시 스트레스 테스트가 활용된다.

## 거시건전성 도구
많은 수의 수단이 제안되었지만, 어떤 수단이 거시건전성 정책 구현에서 주요 역할을 해야 하는지에 대한 합의는 없다.
이러한 수단들 대부분은 자산 및 부채 측면에서 금융 시스템의 경기 순환성을 방지하는 것을 목표로 한다. 예를 들면 다음과 같다.
- 담보 인정 비율 및 대손 충당금에 대한 상한선
- 총부채 상환 비율에 대한 상한선

다음 도구는 동일한 목적을 수행하지만, 아래에 명시된 바와 같이 추가적인 특정 기능이 할당되었다.
- 경기 대응적 자기 자본 요건 – 문제가 있는 은행의 과도한 대차대조표 축소를 방지한다.
- 레버리지에 대한 상한선 – 은행의 자산을 자본 (금융)에 연결하여 자산 증가를 제한한다.
- 비핵심 부채에 대한 부과금 – 과도한 자산 증가를 야기하는 가격 왜곡을 완화한다.
- 시변 지급준비제도 – 특히 신흥 경제국의 경우 건전성 목적의 자본 흐름을 통제하는 수단이다.

과도한 단기 부채 축적을 방지하기 위해:
- 유동성 커버리지 비율
- 단기 자금 조달에 불이익을 주는 유동성 위험 부과금
- 만기 불일치 규모에 비례하는 자기 자본 요건 추가
- 자산 담보 증권에 대한 최소 헤어컷 요건

또한 위기 발생 시 은행의 자본 확충을 용이하게 하기 위해 다양한 유형의 우발 자본 상품(예: "우발 전환 사채" 및 "자본 보험")이 제안되었다.

### 바젤 III의 구현
바젤 III의 여러 측면은 금융 규제에 대한 거시건전성 접근 방식을 반영한다. 실제로 바젤 은행 감독 위원회는 규칙 본문에서 금융 기관의 시스템적 중요성을 인정한다. 더 구체적으로, 바젤 III에 따라 은행의 자기 자본 요건이 강화되었고, 새로운 유동성 요건, 레버리지 상한 및 경기 대응적 자본 완충 장치가 도입되었다. 또한, 가장 크고 전 세계적으로 활발한 은행은 더 많고 더 높은 품질의 자본을 보유하도록 요구되는데, 이는 시스템 위험에 대한 단면적 접근 방식과 일치한다.

### 거시건전성 도구의 효과
스페인의 경우, 사우리나(2009)는 동적 대손충당금(2000년 7월 도입)이 은행의 경기순응성 문제를 해결하는 데 도움이 된다고 주장한다. 이는 은행이 불황기에 대비하여 완충자본을 쌓을 수 있기 때문이다.
미국에서는 외국의 주택담보대출비율과 현지 통화 지급준비율 강화가 미국 지점 및 외국계 은행 자회사들의 대출 증가와 관련이 있는 것으로 나타났다. 또한, 미국 외 지역의 자기자본 규제 강화는 미국 은행들의 국내 대출을 미국 및 다른 국가로 전환시키는 반면, 미국의 자기자본 규제 강화는 미국 은행들의 외국 거주자에 대한 대출을 감소시킨다.
영국 데이터를 사용한 아야르 외(2012)는 영국의 비규제 은행들이 규제 대상 은행에 대한 시변 최소 자본 요건으로 인한 신용 공급 변화를 부분적으로 상쇄할 수 있었다는 점을 발견했다. 따라서 그들은 은행 자본의 거시건전성 규제에 상당한 "누출" 가능성이 있음을 추론한다.
신흥 시장의 경우, 여러 중앙은행이 적어도 1997년 아시아 금융 위기와 1998년 러시아 금융 위기 이후부터 거시건전성 정책(예: 지급준비제도 사용)을 적용해 왔다. 이들 중앙은행 당국 대부분은 그러한 도구들이 세계 금융 위기 (2007년~2008년) 동안 국내 금융 시스템의 회복력에 효과적으로 기여했다고 평가한다.

## 거시건전성 규제의 비용
금융이 장기 경제성장에 미치는 긍정적인 영향에 대한 이론적, 실증적 증거가 있다. 따라서 거시건전성 정책이 금융 시장의 역동성에, 그리고 궁극적으로 투자 및 경제성장에 미치는 영향에 대한 우려가 제기되어 왔다. 포포프와 스메츠(2012)는 과도한 차입으로 인한 비용이 많이 드는 호황기에는 거시건전성 도구를 더 강력하게 사용하여 외부성 원인을 겨냥하되, 금융 시장이 성장에 기여하는 긍정적인 측면은 보존해야 한다고 권고한다.
한슨 외(2011)는 거시건전성 접근 방식이 수반하는 높은 자기자본 규제의 비용을 분석하면서, 차입자에게 적용되는 대출 금리에 미치는 장기적인 영향은 양적으로 작을 것이라고 보고한다.
일부 이론 연구에 따르면 거시건전성 정책은 장기 평균 성장에 긍정적으로 기여할 수 있다. 예를 들어, 잔과 코리넥(2011)은 금융 자유화 하에서 발생하는 위기의 외부성을 가진 모델에서, 잘 설계된 거시건전성 규제는 위기 위험을 줄이고 호황과 불황의 순환을 완화하여 장기 성장을 증가시킨다는 것을 보여준다.

## 제도적 측면
거시건전성 감독 권한은 기존 기관(예: 중앙은행) 또는 새로운 단일 기관에 부여되거나, 여러 기관(예: 통화 및 재정 당국) 간의 공동 책임으로 부여될 수 있다. 예를 들어, 미국의 시스템 위험 관리는 2010년에 설립된 금융 안정성 감독 위원회(FSOC)에 집중되어 있다. FSOC는 미국의 재무장관이 의장을 맡고 있으며, 위원으로는 연방준비제도 의장과 모든 주요 미국 규제 기관이 포함된다. 유럽에서는 2010년부터 새로운 기관인 유럽 시스템적 위험 위원회(ESRB)에 이 임무가 할당되었으며, 이 기관의 운영은 유럽 중앙은행의 지원을 받는다. 미국 counterpart와는 달리, ESRB는 직접적인 집행 권한이 없다.

### 중앙은행의 역할
중앙은행은 물가 안정을 추구하면서 실물 및 금융 시장의 변화에 계속해서 주의를 기울인다. 따라서 거시건전성 감독 권한이 중앙은행 자체에 부여되지 않더라도 거시건전성 정책과 통화 정책 간의 보완적 관계가 주장되어 왔다. 이는 금융 안정성 감독 위원회와 유럽 시스템적 위험 위원회와 같은 기관의 조직 구조에 잘 반영되어 있으며, 중앙은행가들이 결정적인 참여를 한다. 통화 정책이 금융 불균형에 직접적으로 대응해야 하는지에 대한 질문은 여전히 더 논란의 여지가 있지만, 자산 가격 거품을 해결하기 위한 잠정적인 보조 도구로 제안되기도 했다.

### 국제적 차원
국제적 차원에서 거시건전성 규제로부터의 누출 및 차익거래의 잠재적 원천은 은행의 해외 지점을 통한 대출 및 직접적인 국경 간 대출 등이 있다. 또한, 신흥 경제국이 건전성 목적의 자본 유입 통제를 부과함에 따라 다른 국가들은 부정적인 파급 효과를 겪을 수 있다. 따라서 거시건전성 정책의 효과를 높이기 위해서는 글로벌 차원의 협력이 필수적으로 여겨진다.

## 같이 보기
- 금융 규제
- 은행 규제
- 은행 감독
- 금융안정위원회
- 유럽 시스템적 위험 위원회
- 금융안정성감독위원회
- 금융연구국

## 더 읽어보기 및 외부 링크
- Conference Macroprudential regulation and policy (BIS - BoK, 2011), a collection of the articles presented during the conference "Macroprudential regulation and policy" jointly organised by the Bank for International Settlements and the Bank of Korea, on 16–18 January 2011.
- Bisias, Dimitrios; Flood, Mark; Lo, Andrew W.; Valavanis, Stavros (2012년 10월 1일). “Survey of Systemic Risk Analytics” (PDF). 《www.treasury.gov》. 2025년 3월 5일에 확인함.
- Office of Financial Research and the Financial Stability Oversight Council conference, entitled “The Macroprudential Toolkit: Measurement and Analysis”  December 1-2, 2011 Washington, DC.
- A literature review (Galati and Moessner, 2011)
- Report by the Working Group on Macroprudential Policy established by the Group of Thirty